# Rolando Ricardone
Rolando Ricardone (Resistencia, Chaco, Argentina, 1 de diciembre de 1980) es un exfutbolista argentino. Jugaba de defensa y su último equipo fue el Club Nacional José María Paz de la Liga Chaqueña de Fútbol. Fue Director Técnico del club Crucero del Norte en el Torneo Federal A. Es considerado unos de los mejores jugadores de la historia del club Crucero del Norte contando con una estatua en la entrada del estadio.

## Clubes
| Club              | País      | Año                                      |
| ----------------- | --------- | ---------------------------------------- |
| Chaco For Ever    | Argentina | 2004                                     |
| Boca Unidos       | Argentina | 2004-2011                                |
| Crucero del Norte | Argentina | 2011-2013                                |
| Chaco For Ever    | Argentina | 2013-2014                                |
| Boca Unidos       | Argentina | 2015-presente Club Atlético Boca Juniors |